# 细点酸脚杆
细点酸脚杆（学名：Medinilla fuligineoglandulifera）为野牡丹科酸脚杆属下的一个种。

## 扩展阅读
- 維基物種上的相關：细点酸脚杆